# The Gods
The Gods waren eine englische Rockband, die von 1965 bis 1969 bestand. Mehrere später bekannt gewordenen Musiker waren zeitweise Mitglieder der Band.

## Geschichte
Die ursprünglichen Bandmitglieder waren Mick Taylor (später bei John Mayalls Bluesbreakers und den Rolling Stones), Brian Glascock und sein Bruder John (später bei Jethro Tull).
Die drei waren Schulfreunde und hatten bereits seit 1962 als The Juniors (oder The Strangers) zusammen gespielt. Die Juniors, zu denen auch Malcolm Collins und Alan Shacklock gehörten, bekamen eine Plattenvertrag, und 1964 erschien ihre Single There’s a Pretty Girl / Pocket Size. 1965 kamen Ken Hensley (Gitarre, Keyboards, Gesang, später bei Uriah Heep) und Joe Konas (Gitarre, Gesang) als neue Bandmitglieder, und sie nannten sich fortan „The Gods“.
1966 waren die Gods die Vorband von Cream im Starlite Ballroom in Wembley, London. 1967 nahmen sie in der Besetzung Mick Taylor, Ken Hensley, John Glascock, Brian Glascock und Lee Kerslake (später ebenfalls bei Uriah Heep) die Single Come On Down To My Boat Baby / Garage Man auf.
Im Mai 1967 ging Mick Taylor zu den Bluesbreakers, um Peter Green zu ersetzen. Die Gods zogen nach London, wo sie im Marquee Club auftraten. Im Juni 1967 ging John Glascock, für ihn kam zunächst Paul Newton (später bei Uriah Heep), dann Greg Lake (später Emerson, Lake and Palmer). Lake verließ die Gods im Sommer 1968, um mit Robert Fripp King Crimson zu gründen, und John Glascock kam zurück zu den Gods.
In dieser Besetzung nahmen sie zwei Alben auf, Genesis (1968) und To Samuel a Son (1969). Ihre bekannteste Single war Hey Bulldog (1969), im Original von den Beatles. Die Original-Ausgaben dieser Platten sind heute teure und gesuchte Sammelobjekte. So wird beispielsweise ein gut erhaltenes Exemplar von Genesis gelegentlich für über 1000 Euro angeboten.
Noch vor Erscheinen des zweiten Albums hatten sich die Gods aufgelöst. Die meisten Bandmitglieder schlossen sich Cliff Bennett an, mit dem sie unter dem Namen Toe Fat auftraten.

## Diskografie

### Alben
- Genesis (LP Columbia SCX 6286) 1968, Neuauflage 1994 Repertoire Records
- To Samuel a Son (LP Columbia SCX 6372) 1969, Neuauflage 1995 Repertoire Records

### Kompilationen
- The Gods Featuring Ken Hensley (LP EMI IMP 1012) 1976 (auch als The Very Best Of The Gods Featuring Ken Hensley, C5 Records C5 537, 1989)

### Singles
- Come On Down To My Boat Baby / Garage Man (Polydor 56168) 1967
- Baby’s Rich / Somewhere In The Street (Columbia DB 8486) 1968
- Hey Bulldog / Real Love Guaranteed (Columbia DB 8544) 1969
- Maria (from West Side Story) / Long Time Sad Time Bad Time (Columbia DB 8572) 1969